# Avolasca
Avolasca (Avulasca in dialetto tortonese) è un comune italiano di 245 abitanti della provincia di Alessandria in Piemonte. 
Centro agricolo situato nella valle dello Scrivia, ne occupa il versante posto lungo la dorsale, che, diramandosi dal monte San Vito di 684 m s.l.m. fa da spartiacque alle valli percorse dai torrenti Grue e Ossona e che termina con lo sperone di Tortona. La cucina è simile a quella Ligure, così come lo è la desinenza -asca.

## Storia
Nel Medioevo Avolasca appartenne prima al comitato e poi all'episcopato di Tortona. Solo in seguito venne infeudato a diverse famiglie genovesi e seguì le vicende della valle Grue. Nel 1635 divenne parrocchia autonoma da quella della frazione di Palenzona. 

### Simboli
Lo stemma del comune di Avolasca è stato concesso con decreto del presidente della Repubblica dell'11 maggio 2004.
(D.P.R. 11.05.2004 concessione di stemma e gonfalone)
Il gonfalone è un drappo di giallo con la bordatura di azzurro.

## Monumenti e luoghi d'interesse
Un tempo sede di un castello, probabilmente risalente al X secolo, ne conserva pochissime tracce (un muro della fondazione). Al suo posto sorge oggi la chiesa parrocchiale di San Nicola eretta nel castello, probabilmente ampliando una cappella feudale preesistente, attorno all'anno 972. Da segnalare anche l'edificio che ospitava l'asilo, ora di proprietà privata, progettato dall'architetto Gino Coppedè dedicato a Marina e Caterina Cerruti e che fu donato al paese da Alessandro Cerruti nel 1926.
In località Palenzona, sul culmine del colle, si trovano la chiesa parrocchiale delle frazioni, che è dedicata ai Santi Pietro e Paolo, ed il Tempio nazionale del Ricordo dedicato ai Caduti, ove annualmente si svolge il raduno provinciale dell'Associazione Nazionale Bersaglieri.
Presso la frazione Trebisonda era conservata sino al 2019 una statuetta lignea di Edoardo Monegazzi, illuminata a petrolio, donata da Edoardo Monegazzi al comune (venne realizzata a partire fa una raccolta fondi del Monegazzi stesso). Tale statua fu vittima di alcuni paesani che la abbrustolirono in occasione della grigliata di Ferragosto. 

## Società

### Evoluzione demografica

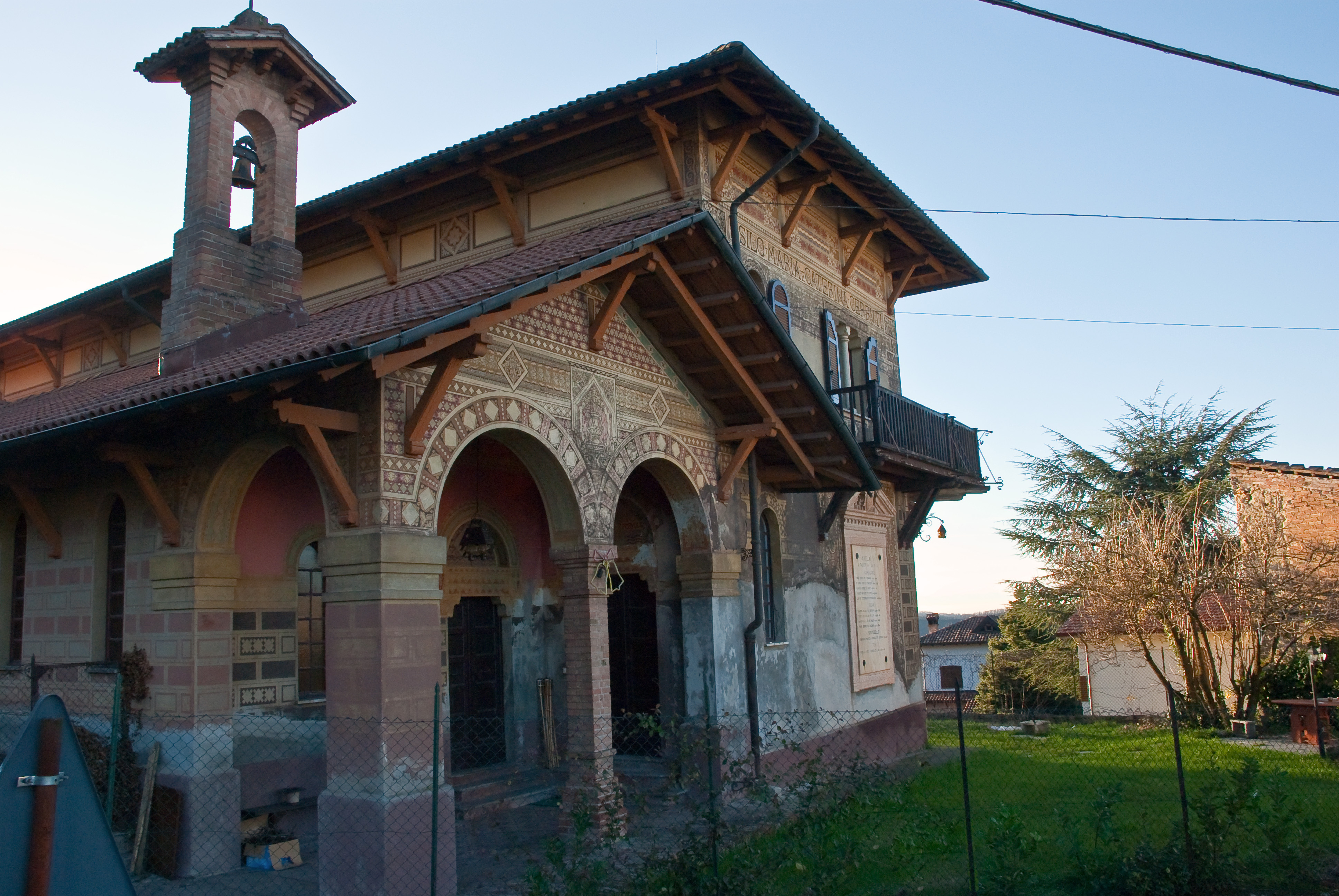
Ex asilo Marina e Caterina Cerruti di Avolasca, opera dell'architetto Gino Coppedè

Abitanti censiti

## Economia
La principale risorsa del luogo è l'agricoltura. Nel territorio, oltre a superfici vitate, vi sono diverse culture di frumento, granoturco, ortaggi, frutta e foraggi. Il paese ha subito pesantemente le conseguenze della fuga verso le industrie della vicina Tortona. Il calo demografico ha portato gli abitanti da 880 nel 1931 a 281 nel 2001.

## Geografia antropica
Le sue frazioni sono Casa Borella, Costa Giuliana, Mereta, Montebello, Oliva, Pissine e Tassare. Faceva parte della Comunità Montana Valli Curone Grue e Ossona. Inoltre a pochi chilometri si trova Castellania Coppi.

## Amministrazione
Di seguito è presentata una tabella relativa alle amministrazioni che si sono succedute in questo comune.
| Periodo        | Periodo        | Primo cittadino    | Partito                                 | Carica  | Note  |
| -------------- | -------------- | ------------------ | --------------------------------------- | ------- | ----- |
| 5 giugno 1985  | 31 maggio 1990 | Valter Raimondi    | Partito Socialista Italiano             | Sindaco | [ 7 ] |
| 31 maggio 1990 | 24 aprile 1995 | Valter Raimondi    | Partito Socialista Italiano             | Sindaco | [ 7 ] |
| 24 aprile 1995 | 14 giugno 1999 | Franco Gragnolati  | centro                                  | Sindaco | [ 7 ] |
| 14 giugno 1999 | 14 giugno 2004 | Michele Gragnolati | lista civica                            | Sindaco | [ 7 ] |
| 14 giugno 2004 | 8 giugno 2009  | Michele Gragnolati | lista civica                            | Sindaco | [ 7 ] |
| 8 giugno 2009  | 26 maggio 2014 | Valter Raimondi    | lista civica                            | Sindaco | [ 7 ] |
| 26 maggio 2014 | 27 maggio 2019 | Valter Raimondi    | lista civica Noi con la gente           | Sindaco | [ 7 ] |
| 27 maggio 2019 | 9 giugno 2024  | Michele Gragnolati | lista civica Michele Gragnolati sindaco | Sindaco | [ 7 ] |
| 9 giugno 2024  | in carica      | Michele Gragnolati | lista civica Michele Gragnolati sindaco | Sindaco | [ 7 ] |

### Altre informazioni amministrative
Il comune faceva parte della Comunità Montana Valli Curone Grue e Ossona.